# Золоті яблука
«Золоті яблука» (рос. Золотые яблоки) — радянський художній фільм режисера Федора Філіппова 1954 року, знятий на кіностудії «Мосфільм».

## Сюжет
Початок 1950-х років. Незвичайні для чорноморського узбережжя заморозки знищили на дослідній ботанічній станції апельсинові дерева, призначені для виведення нових сортів. Залишився тільки один екземпляр, який нічим опилити. Здавалося, пропала багаторічна праця начальника станції, професора Андрія Петровича Дубравіна. Але на допомогу вченому приходять юні натуралісти — староста гуртка юннатів Наташа, піонер Мурат, який приїхав з Туркменії, Володя, вчорашній завзятий «моряк». В руки хлопців потрапляє щоденник батька Наталки, селекціонера Ракітіна, який загинув у роки війни. Хлопці дізнаються, що, йдучи в партизани, Ракітін залишив на зберігання невідомому чабану пилок з апельсинового дерева. Професор разом з хлопцями вирішують знайти цей пилок. У шляху хлопців чекає безліч пригод і відкриттів. Вони знаходять печеру, де в роки війни ховалися партизани. На схилах гір ними знайдені плодові дерева, щеплені колись батьком Наташі. На світанку Володя, потайки від товаришів, відправляється один на пошуки пилку. І він, звичайно, заблукав в екзотичних нетрях Кавказького заповідника. Хлопчик ледве встиг втекти від стада бізонів, а потім потрапив «в полон» мавпи, яка втекла під час перевезення з Сухумського розплідника. Але врешті-решт йому вдається вийти на пасіку, де його жорстоко покусали бджоли. Сюди ж дістаються і розшукуючі Володю хлопці. Знайшовши чабана, діти беруть пилок і успішно роблять опилення. Восени на дереві з'являються апельсини — «золоті яблука».

## У ролях
- Євген Агуров —  професор Дубравін
- Михайло Трояновський —  Сергій Филимонович
- Лідія Никонова —  Наташа
- Володя Сальников —  Володя
- Ялкап Атаджанов —  Мурат
- Ігор Брістоль —  Півник
- Тенгіз Болквадзе —  Ладо
- Олександра Сальникова — епізод
- Іван Кузнецов — епізод
- Михайло Чубінідзе — епізод
- Б. Вяземський — епізод
- Б. Трофімов — епізод
- Людмила Бондарєва — епізод
- Лора Курська — епізод
- Олександр Ляпін — епізод
- Юрій Марченко — епізод

## Знімальна група
- Режисер: Федір Філіппов
- Сценарист: Вікторія Казанська
- Оператори: Леонід Крайненков, Олександр Харитонов
- Асистент оператора: Віктор Листопадов
- Художник: Євген Свідєтєлєв
- Композитор: Кирило Молчанов
- Текст пісень: Лев Ошанін
- Звукооператор: Лев Трахтенберг
- Комбіновані зйомки: оператор — А. Ренков, художник — С. Мухін
- Художник-гример: Н. Тихомирова
- Монтаж: Всеволод Массіно
- Консультант: Федір Зорін
- Директор: Віктор Біязі
- Оркестр Головного управління кінематографії.
  - Диригент — Арон Ройтман